# 談合坂サービスエリア

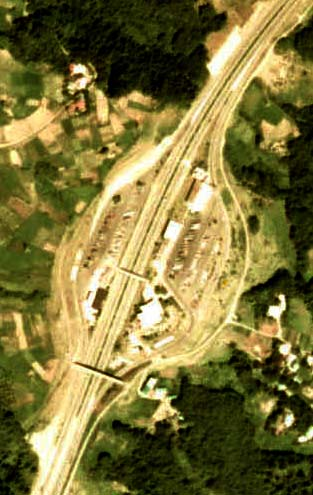
1975年（昭和50年）度撮影の航空写真。当時は上下がほぼ同位置にあり、歩道橋を介して反対方向の施設の利用が出来た。

談合坂サービスエリア（だんごうざかサービスエリア）は、山梨県上野原市にある中央自動車道のサービスエリア (SA) である。スマートインターチェンジを併設する。

## 概要
中央自動車道の高井戸側からみて最初のSAである。上下線で約2 km位置が離れており、両施設共に中央道の下り線側に設置されている。上り線SAが小牧寄り（上野原市大野）、下り線SAが高井戸寄り（上野原市野田尻）にある。
開設当時は、上下線ともに同じ位置にあり、上り線はハイウェイショップ、スナックコーナー、トイレと給油所という設備であったが、設置されていた歩道橋を介して上下線の行き来が可能であった。1992年（平成4年）4月、混雑の緩和（特にレストランは上下線で共用であったため、平日でも常に混み合う状況であった）のために、下り線SAを2 km高井戸寄りの現在地に移設。旧下り線SAは、上り線SAの拡張用地となった。それに伴い、上記の通り現在では施設が離れている。下り線の施設にはレストランがない。
下り線SAは、野田尻バスストップを併設している。

## 施設

### 上り線（東京方面）
- 駐車場
  - 大型 51台
  - 小型 458台
  - 兼用 87台
  - トイレ
    - 男性 大14（和式4・洋式10）・小44
      - 女性 82（和式8・洋式74）
        - 同伴の男児用 6

    - 車椅子用 4
- ガソリンスタンド（ENEOS〈ENEOSウイング〉、24時間）
  - 以前はイシイ・オイル（コスモ石油）→中日本エクシスが運営していた。
- 給電スタンド（24時間）
- レストラン ゆるり庵（11:00 - 22:00）[2]
- テイクアウト[2]
  - 和スイーツ 桔梗信玄堂（11:00 - 20:00）
  - '山梨×スイーツ' Do（11:00 - 20:00）
  - 屋台村（10:00 - 20:00）
- カフェ[2]
  - スターバックスコーヒー (7:00 - 22:00)
- フードコート[2]
  - めし処 甲州亭（24時間）
  - そば・うどん 扇庵（24時間）
  - 鶏だし中華そば 百蔵（24時間）
  - 蔵出し味噌 麺場 田所商店（24時間）
  - 福龍飯店（11:00 - 21:00）
- ショッピング（24時間）[2]
- デリコーナー[2]
  - 富貴包子楼（11:00 - 20:00）
  - 鶏惣菜 匠（11:00 - 20:00）
  - 新宿さぼてん（11:00 - 20:00）
  - ふんわりおむすび 結いこまち（9:00 - 20:00）
- ベーカリー[2]
  - パン・デ・モンテ supported by 神戸屋（9:00 - 20:00）
- やさい村（4月 - 11月 9:00 - 17:30 / 12月 - 3月 10:00 - 17:00、1/1 - 1/3休業）[2]
- 自動販売機
- サービスエリアコンシェルジュ・FAXサービス（平日8:00 - 20:00 / 土曜日・日曜日・祝日7:00 - 22:00）
- ALSOK MMK
  - ATM（みずほ銀行ATM統括支店管轄）
- 宝くじコーナー（11:00 - 18:00）
- ドッグラン

### 下り線（名古屋・長野・河口湖方面）
- 駐車場
  - 大型 36台
  - 小型 315台
  - 兼用 89台
- トイレ
  - 男性 大21（和式2・洋式19）・小43
  - 女性 83（和式8・洋式75）
    - 同伴の男児用 3

  - 車椅子用 2
- ガソリンスタンド（ENEOS〈ENEOSウイング〉、24時間）
  - 以前はコスモ石油販売（コスモ石油）→中日本エクシスが運営していた。
- 給電スタンド（24時間）
- お土産コーナー Piace EAST MALL（24時間）[3]
- ベーカリー[3]
  - BAKERY（6:00 - 20:00）
- フードコート[3]
  - 麺工房（24時間）
  - ラーメン大皇（24時間）
  - HIGHWAY SUKIYA（24時間）
  - ごはんどころ 談合坂定食亭（24時間）
  - 伝説のすた丼屋（24時間）
- カフェ[3]
  - スターバックス（6:00 - 21:00）
- MAISON DU VILLAGE（24時間）[3]
- テイクアウト[3]
  - H's CREAM（7:00 - 21:00）
  - たこ焼き・焼きそば じゅう兵衛（7:00 - 20:00）
  - 串焼き番長（7:00 - 20:00）
  - 甲州グルメ B-1チャンピオン（7:00 - 20:00）
  - ソフトクリーム工房（7:00 - 20:00）
  - 世界一のアップルパイ 鎌倉 mille mele ミレメーレ（8:00 - 20:00）
- 自動販売機
- サービスエリアコンシェルジュ・FAXサービス（平日7:00 - 19:00 / 土曜日・日曜日・祝日7:00 - 22:00）
- 宝くじコーナー（9:00 - 17:00）
- ドッグラン

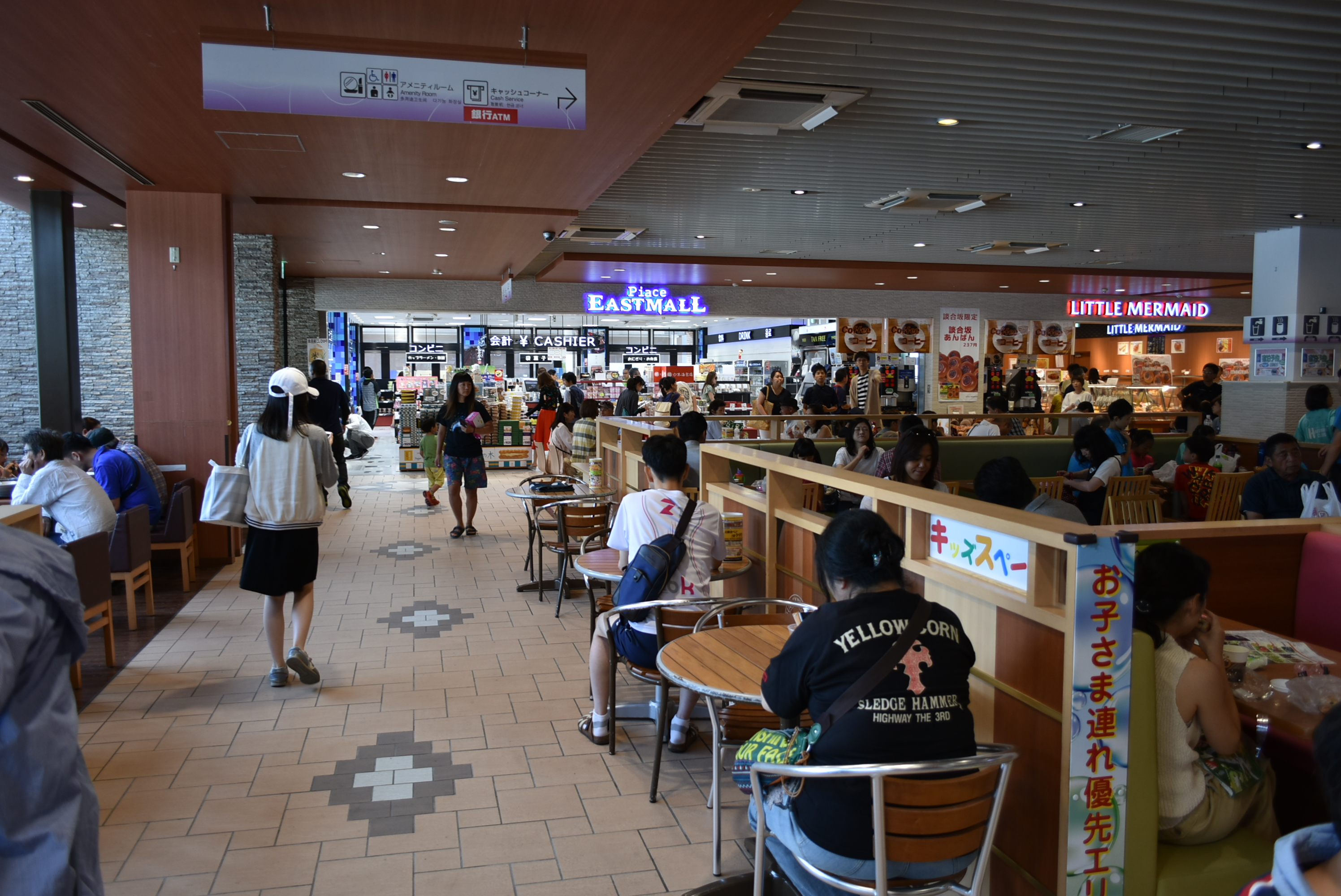
下り線施設内部（2018年7月21日撮影）
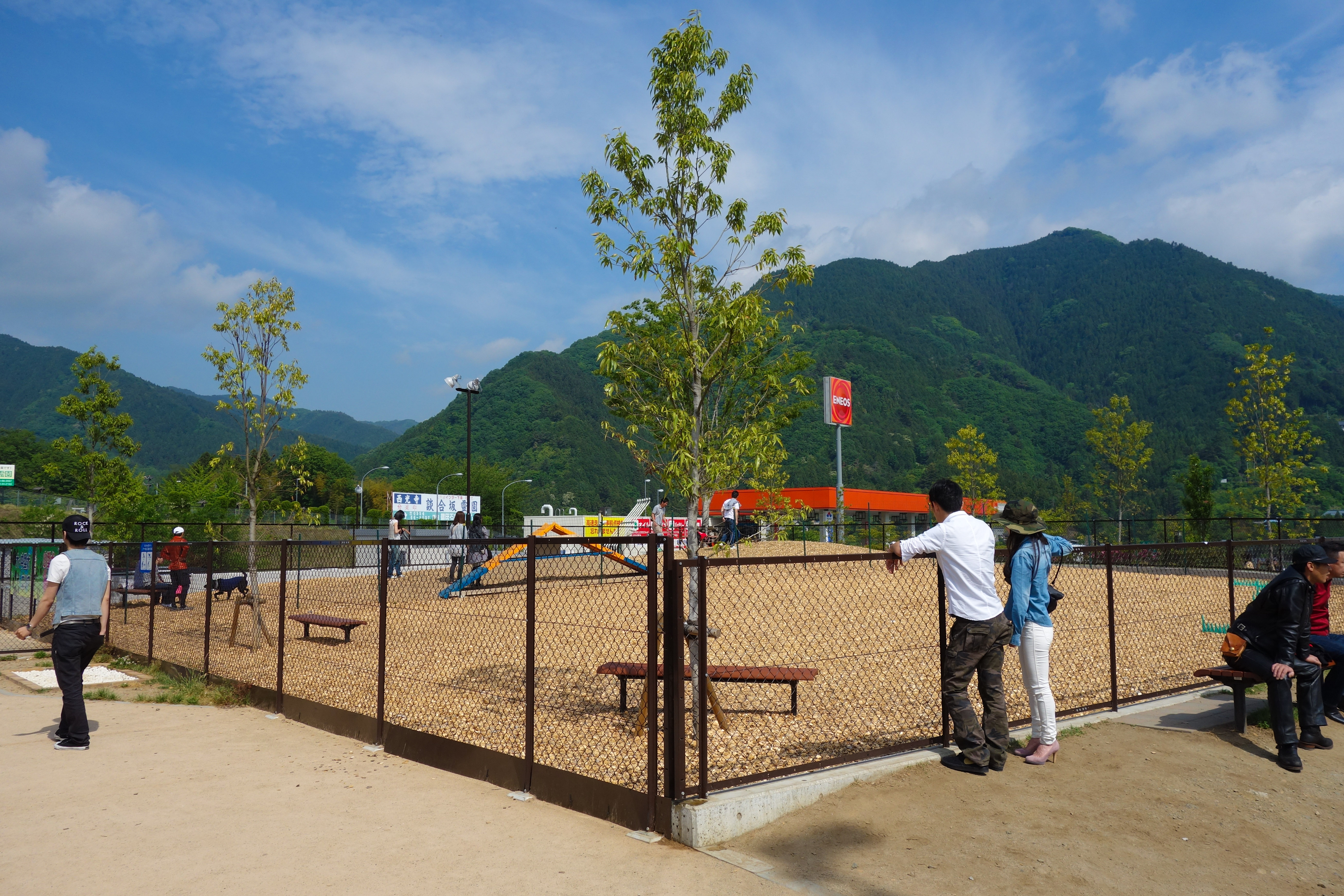
下り線ドッグラン
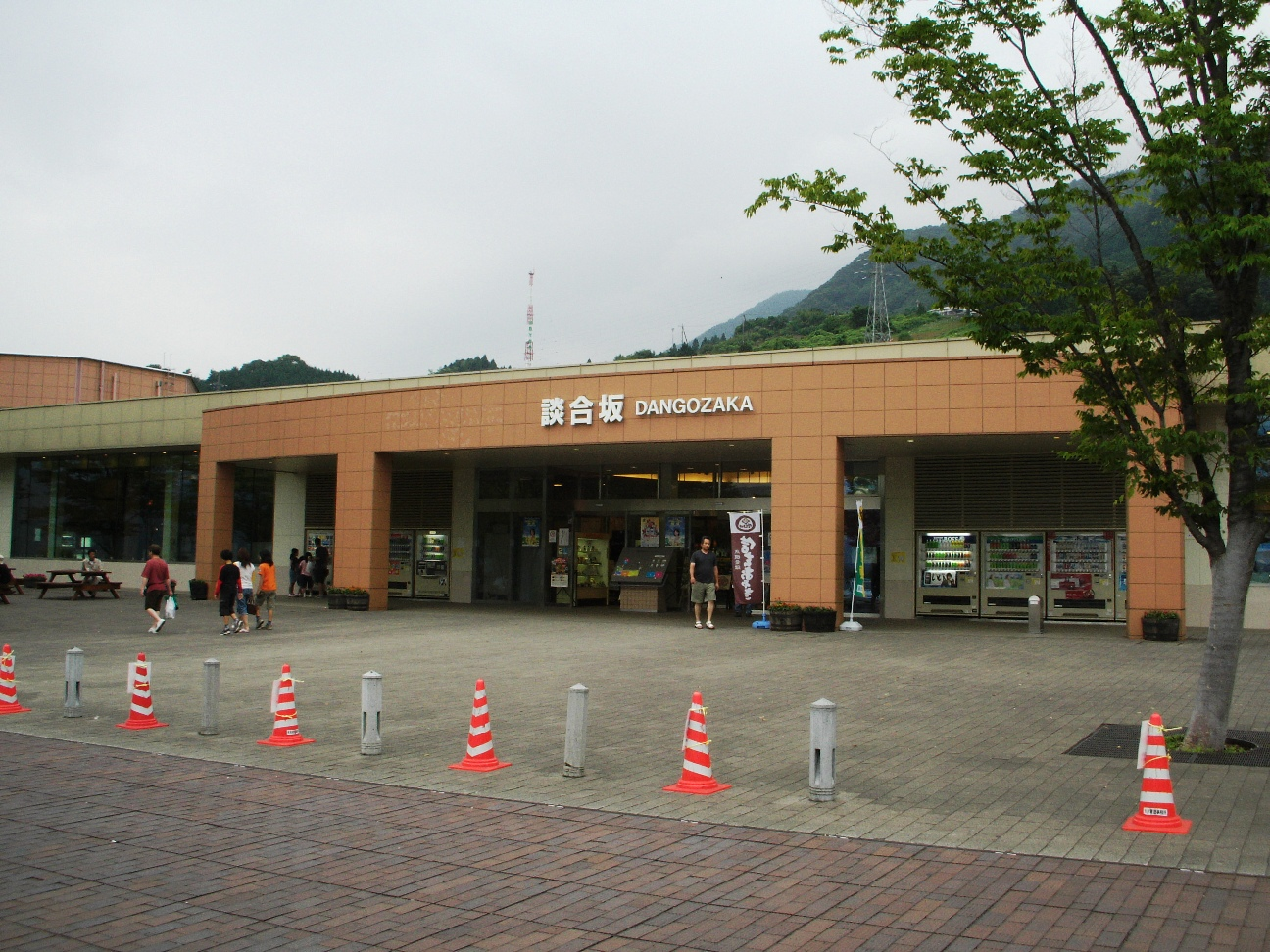
上り線施設（2007年7月8日撮影）

## 談合坂スマートインターチェンジ

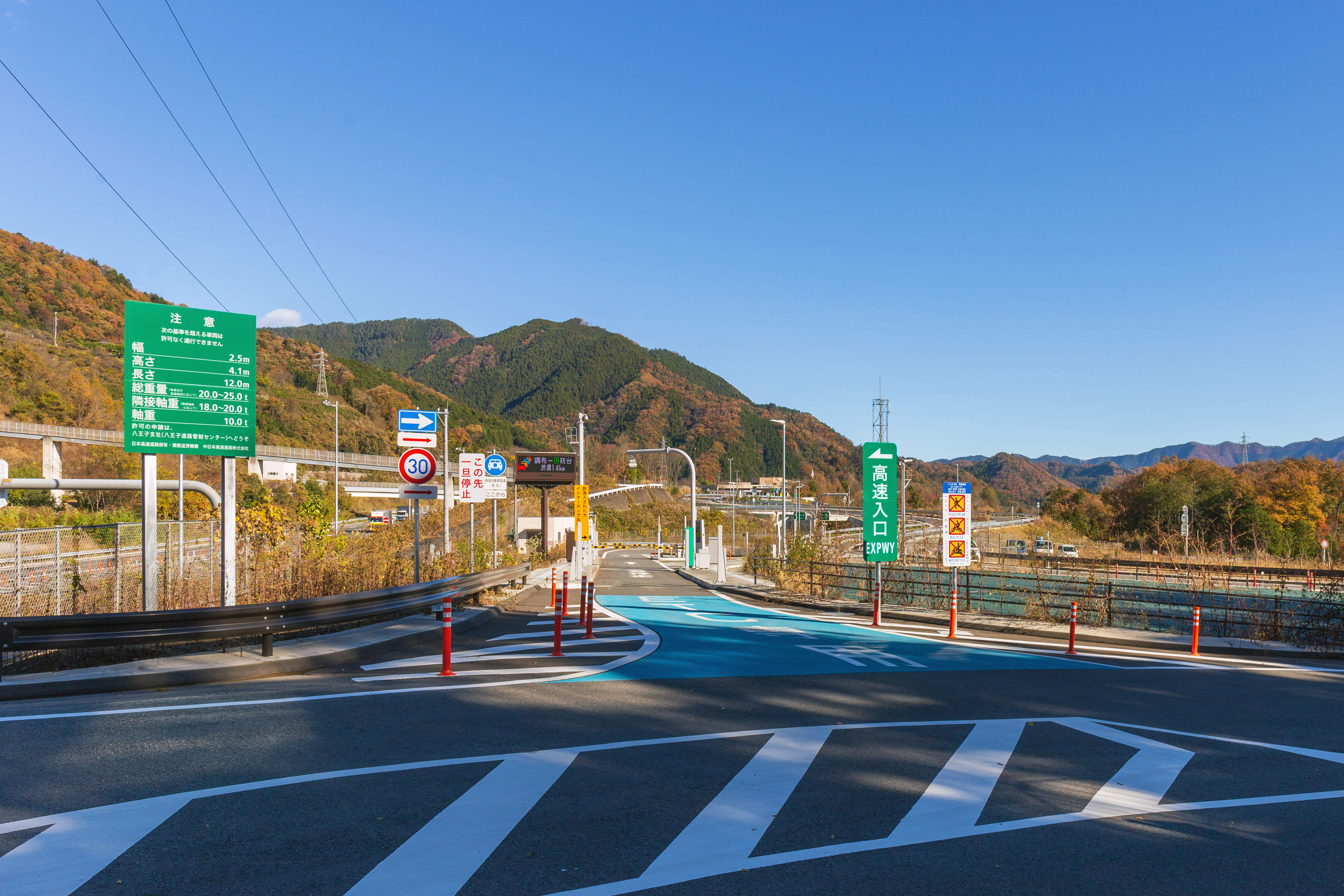
SIC入口

談合坂スマートインターチェンジ（だんごうざかスマートインターチェンジ）は、談合坂サービスエリアに併設のスマートインターチェンジ (SIC) である。
2020年（令和2年）5月24日に供用開始。利用可能車種はETC搭載の軽自動車および普通車（車長6 m以下）で24時間運用。上下線ともに出入可である。
下り線（甲府・松本・長野・名古屋方面）の出入口は本線直結型であるため、当SAを通過・利用した後の左右ルート分岐付近（上り線の施設に進入するランプウェイ付近）に出入口が設置されている。このため、本SICより下り方面へ向かう際は強制的に左ルートを走行することになる。

### 接続する道路
- E20中央自動車道(9-1番)
- 市道談合坂サービスエリア線[5]

## 野田尻バスストップ
野田尻バスストップは、談合坂サービスエリア下り線施設付近にある中央自動車道のバス停留所である。バス事業者では「中央道野田尻」と案内している。
下り方面のバス停は談合坂サービスエリアに併設されている。上り方面のバス停は中央自動車道本線上にあり、待合室が設置されている。かつては簡易バイオトイレも設置されていた。

### 停車する路線
下りは降車専用・上りは乗車専用となっている。
中央高速バス
- 富士五湖線（京王バス・富士急バス・フジエクスプレス） ※一部通過
- 甲府線（京王バス・富士急バス・山梨交通） ※特急便は通過
中央道上野原 - 中央道野田尻 - 中央道猿橋

### バス停へのアクセス
JR中央本線上野原駅、四方津駅から富士急バス犬目行きに乗車、平和中学校前バス停より徒歩5分。

## 歴史
- 1969年（昭和44年）3月17日：開設。
- 1992年（平成4年）4月：下り線SAを高井戸寄りに移設。
- 2001年（平成13年）3月24日：旧下り線SAの駐車場を上り線SAの駐車場に変更。
  - その後、上野原IC - 大月JCTの改築に伴い、上下線の施設が下り線側になる。
- 2011年（平成23年）11月25日：中央自動車道初の複合商業施設EXPASAである「EXPASA談合坂」となる[6]。
- 2013年（平成25年）6月11日：スマートICの連結許可[5]。
- 2020年（令和2年）5月24日：スマートICが供用開始[4]。

## 隣
E20 中央自動車道
(9) 上野原IC - (9-1) 談合坂SA/SIC - (10) 大月IC